# Genètica vegetal

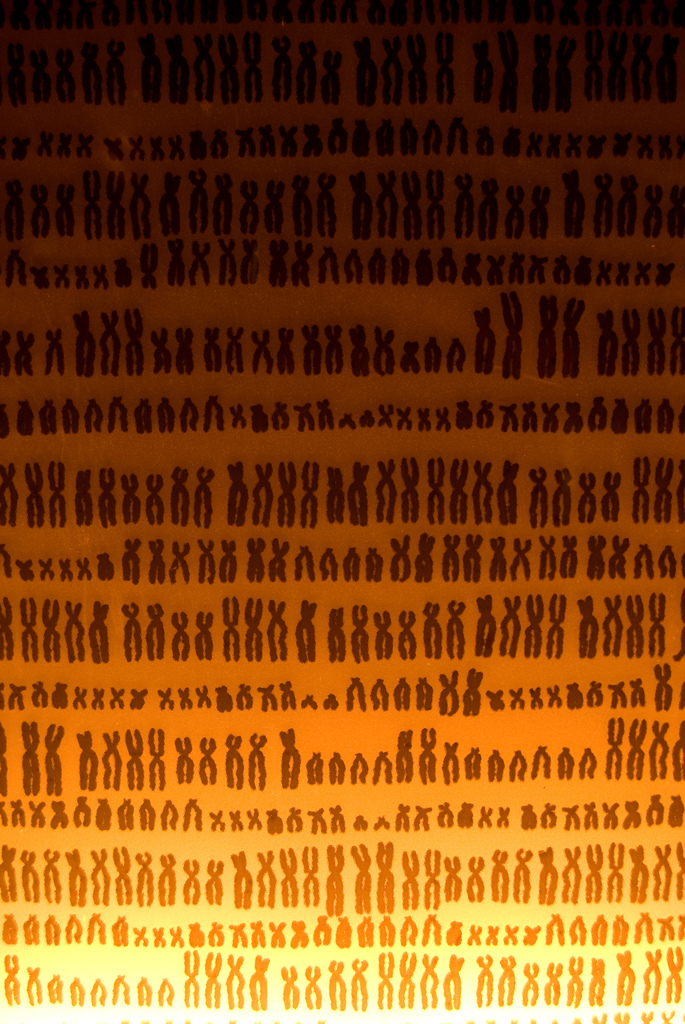
Múltiples cromosomes fent un genoma

La genètica vegetal és un terme molt ample.
La definició de la genètica és que és la branca de la biologia que tracta de l'herència, especialment els mecanismes de la transmissió hereditària i la variació de les característiques heretades entre organismes similars o relacionats. i la definició de planta o vegetal és la d'un dels diversos organisme pluricel·lulars fotosintètics, eucariots, del regne Plantae que característicament produeixen embrions, que contenen cloroplasts, tenint paret cel·lulars que contenen cel·lulosa, i no tenen el poder de locomoció que tenen els animals.

## Característiques de la biologia vegetal
Les plantes difereixen dels animals en unes poques característiques. Com els mitocondris els cloroplasts tenen el seu propi ADN. Com en els animals les plantes tenen mutacions somàtiques regularment però aquestes mutacions poden contribuir a la línia germinal amb facilitat, des que les flors es desenvolupen al final de les branques compostes de cèl·lules somàtiques. Això s'ha vist des de fa segles en branques mutants, ja que així s'obtenen nous cultivars.
Algunes espècies de plantes són capaces d'autofertilització, i algunes ho fan exclusivament. Això significa que una planta pot ser a la vegada pare i mare de la seva descendència, cosa rara en els animals.
Les plantes són generalment més capaces de sobreviure i fins i tot prosperar com a poliploïdes. La Poliploïdia és la presència de jocs extres de cromosomes i no és normalment compatible amb la vida animal. Els individus poliploïdes si són capaços d'autofertilitzar-se poden donar lloc a un llinatge genèticament diferent que pot ser el punt de partida d'una nova espècie. Els poliploïdes generalment tenen fruits més grossos i són econòmicament desitjables per als humans. Això inclou conreus com blat, dacsa, patates, cacauets, maduixeres i tabac, que són accidentalment o deliberadament poliploïdes.
Els híbrids entre espècies de plantes es formen fàcilment per pol·linització manual i poden ser més exitosos que els híbrids entre animals.

## ADN

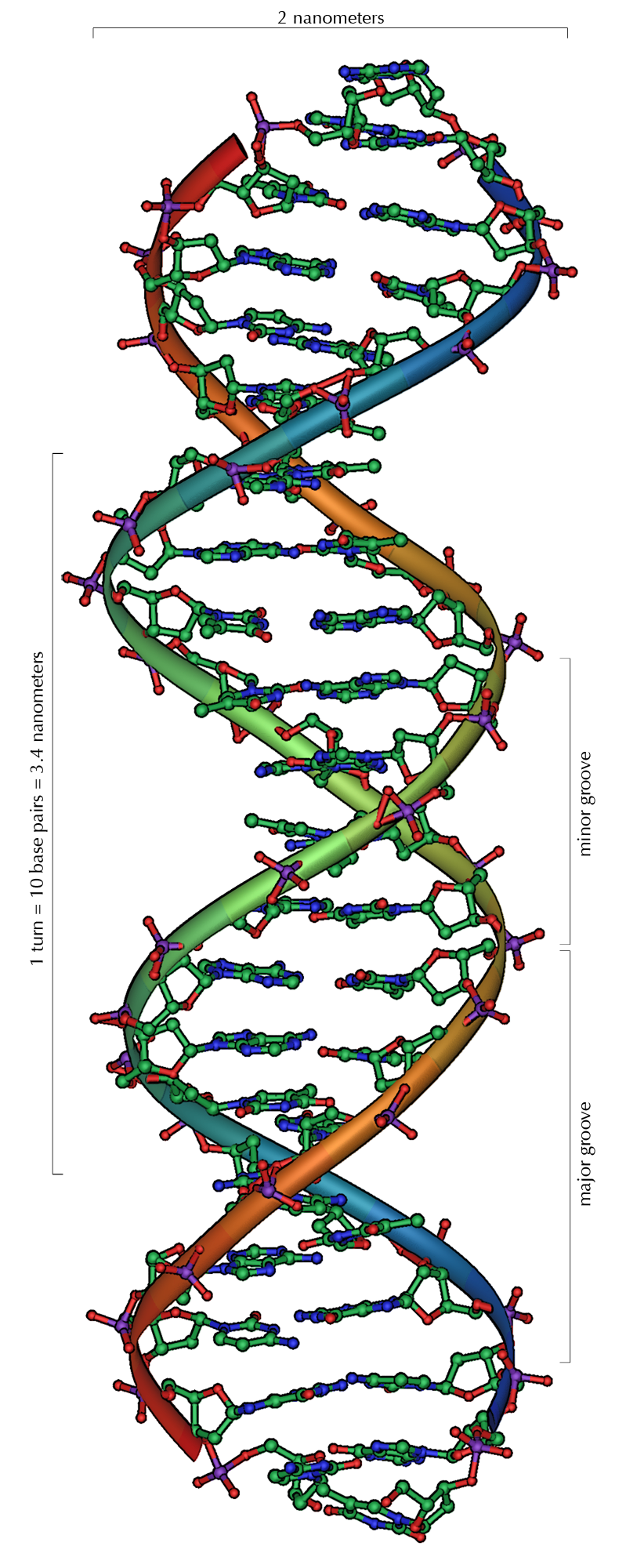
Estructura en doble hèlix de l'ADN

L'àcid desoxiribonucleic (ADN) conté instruccions genètiques per a tots els organismes vius i alguns virus. Els segment d'ADN que porten aquesta informació genètica s'anomenen gens. La genètica incloent la genètica vegetal usant la seqüència d'ADN per unir o esborrar determinats gens i regions de l'ADN per aproduir diferents o desitjats genotips i així també produir un fenotip diferent.

## Gregor Mendel
Gregor Mendel mostrà que l'herència d'alguns trets seguia la que es va anomenar després lleis de l'herència mendeliana.

## Modernes vies a la modificació genètica de les plantes
Hi ha dos procediments predominants de transformació genètica el mètode del canó genètic i l'ús del Agrobacterium.

## Conreus genèticament modificats
Malgrat el recel que molta gent manté amb la producció d'aliments modificats genèticament, aquestes plantes ajuden a agricultors de tot el món a lluitar d'una manera molt eficient i econòmica contra plagues i malalties de les plantes amb gran reducció de productes agroquímics. Fins i tot en la dacsa s'ha introduït la resistència a un tipus de virus.
Com a perills Vaughan A. Hilder i Donald Boulter de la Universitat de Durham, han trobat fallades en la resistència a plagues en el cotó Bt (amb gens introduïts de Bacillus thuringensis) Segons John E. Berringer l'efecte d'alliberar organismes modificats genèticament al medi ambient encara no es coneix.